# The Trawlerman's Song
The Trawlerman's Song è un EP di Mark Knopfler uscito nel 2005. Contiene la canzone omonima e altre 4 canzoni live registrate ai Shangri-La Studios di Malibù, in California, presenti nell'album Shangri-La.
L'EP ha raggiunto il decimo posto in classifica in Italia e il primo in Spagna.

## Tracce
1. The Trawlerman's Song – 5:02
2. Back to Tupelo (Live) – 4:32
3. Song for Sonny Liston (Live) – 5:31
4. Boom, Like That (Live) – 4:36
5. Donegan's Gone (Live) – 2:59
6. Stand Up Guy (Live) – 4:31